# Csaracsó
Csaracsó (románul Ciaracio) falu Romániában, Hargita megye területén, Csíkcsicsó (Ciceu) községhez tartozik.
Földrajzi koordinátái: é. sz. 46° 24′ 43″, k. h. 25° 44′ 53″46.411944°N 25.748056°E
A trianoni békeszerződés előtt Csík vármegye Felcsíki járásához tartozott, Csíkcsicsó része volt.
A turistajelzések érintik, de a lakosság inkább gazdálkodásból él. Színtiszta magyar falu, 144 lakosa volt 1992-ben, mind római katolikus vallású.